# باد هوا تشنار (تشنار)
باد هوا تشنار (بالفارسية: بادهوا چنار) هي قرية تقع في إيران في قسم تشنار الريفي.